# David Rhodes (Musiker)

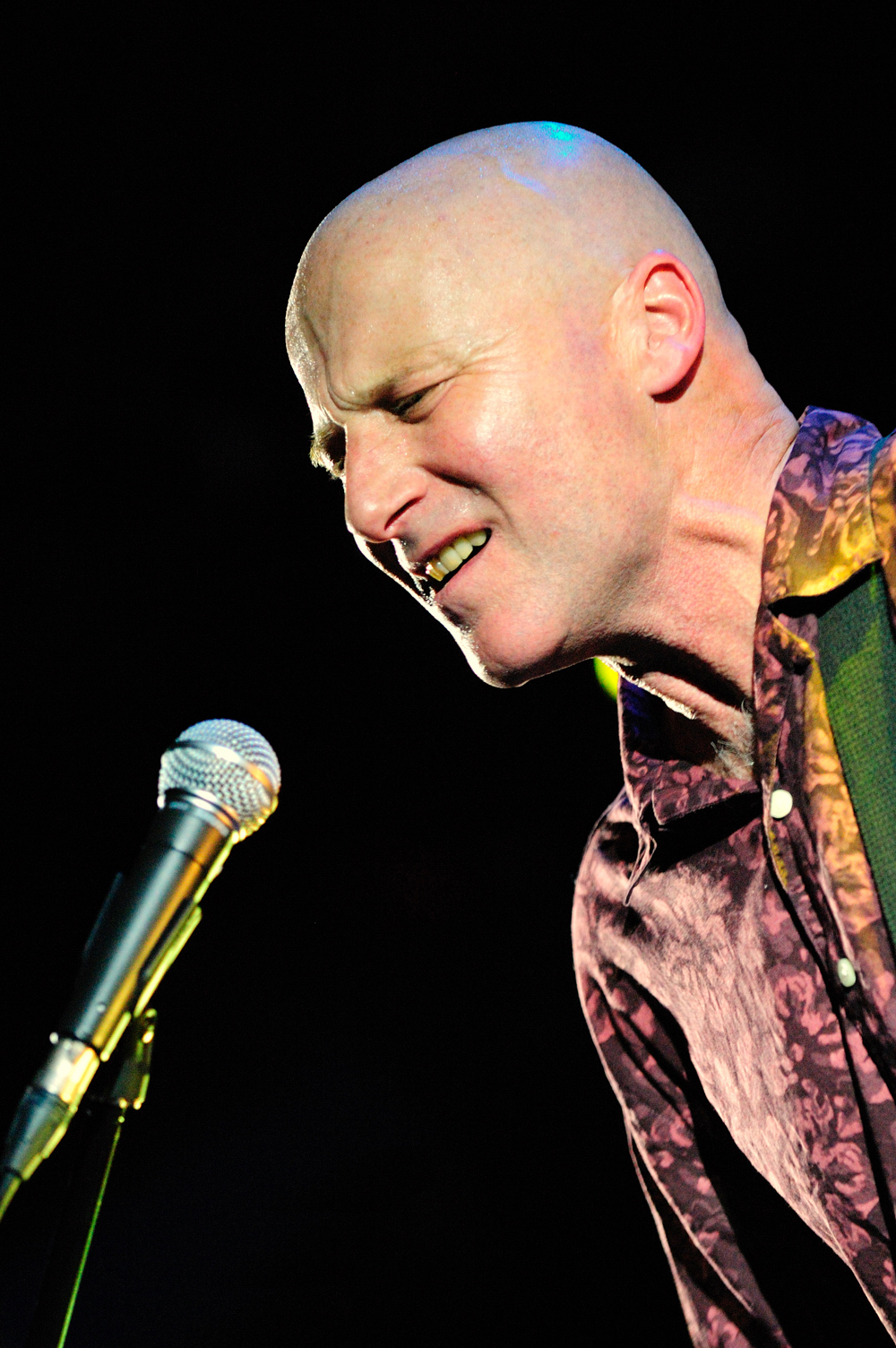
David Rhodes (2010)

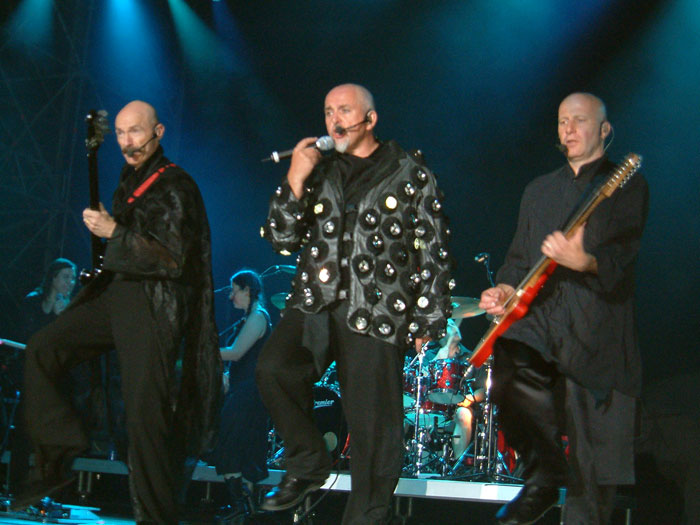
David Rhodes (rechts) mit Tony Levin (links) und Peter Gabriel (Mitte) (2004)

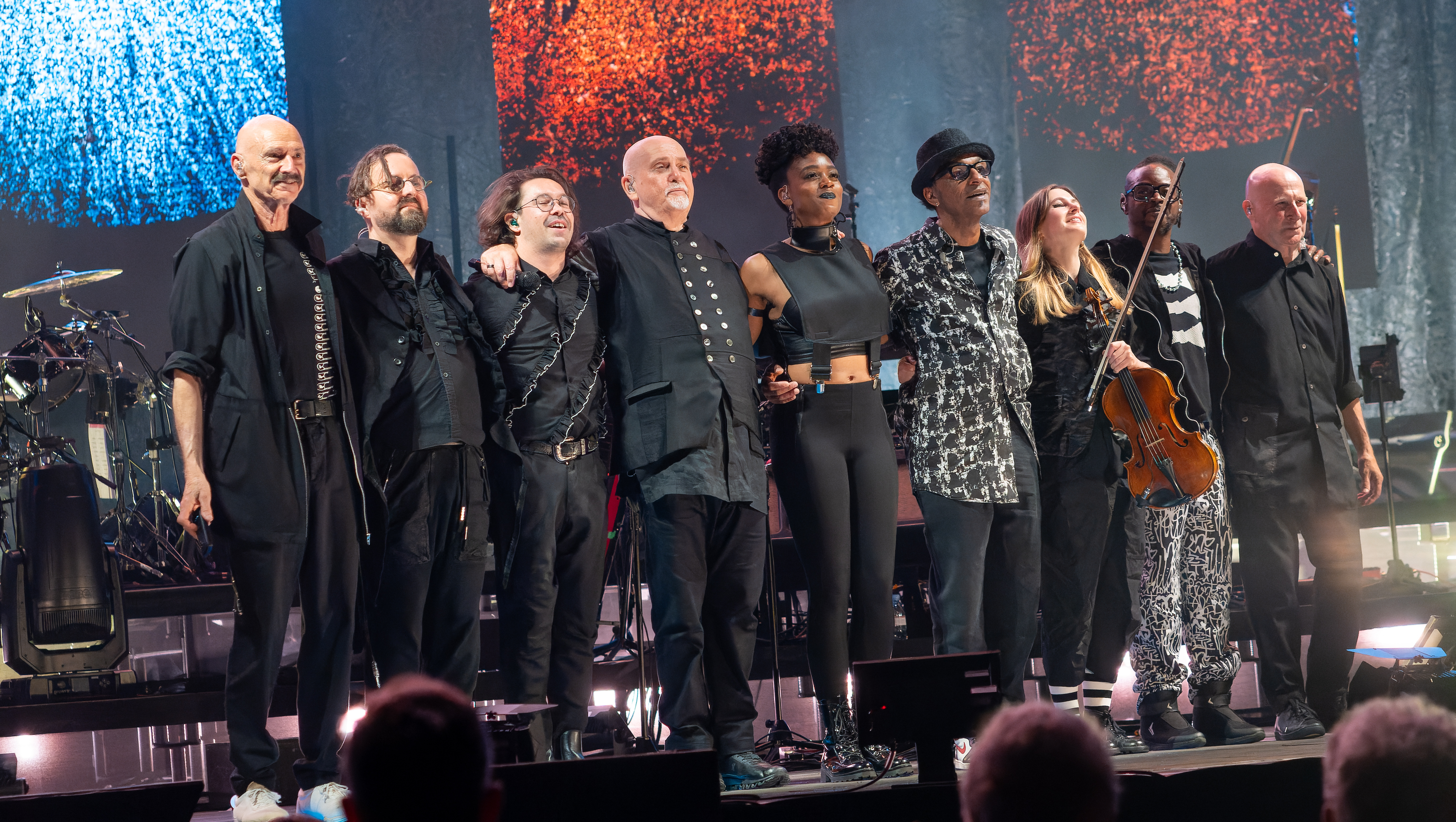
David Rhodes mit den anderen Bühnenmusikern der i/o The Tour 2023: Tony Levin, Richard Evans, Josh Shpak, Peter Gabriel, Ayanna Witter-Johnson, Manu Katché, Marina Moore, Don McLean (Don-E) und David Rhodes (von links nach rechts)

David Rhodes (* 2. Mai 1956 in London) ist ein englischer Gitarrist, Songwriter und Komponist. Er ist durch seine umfangreiche Zusammenarbeit mit Peter Gabriel bekannt geworden.

## Biografie
Rhodes kam 1956 als drittes von fünf Kindern von Philip und Elizabeth Rhodes in London zur Welt und besuchte die Kunstschule, wo er ein Interesse an der Musik entwickelte. Zu seinen frühen musikalischen Einflüssen gehörten sein Vater, der Banjo spielte, die Telstars und die Beatles. Kurz nach seinem Abschluss an der Kunstschule begann er mit Musikaufnahmen und war Gründungsmitglied der Rockband und New-Wave-Formation Random Hold, in der er Gesang und Leadgitarre spielte. Random Hold trat 1980 als Vorgruppe bei der damaligen Tournee von Peter Gabriel auf. Bald wurde er von diesem gebeten, mit ihm zusammen zu spielen. Seine erste Zusammenarbeit mit Gabriel wurde am 30. Mai 1980 auf dessen drittem Studioalbum Peter Gabriel (Melt) veröffentlicht. Seitdem ist Rhodes der wichtigste Studio- und Tournee-Gitarrist von Gabriel. Seit 1982 ist er ständiger Teil der Live-Band von Peter Gabriel.
Er arbeitete unter anderem an dem Soundtrack OVO von Gabriel für die Millennium Dome Show von 2000 mit. Seit 1980 ist er an allen Veröffentlichungen von Gabriel mit Ausnahme der Orchester-Aufnahmen bis zu dem Album i/o von 2023 beteiligt.
Im Jahr 2009 veröffentlichte er sein erstes Soloalbum Bittersweet, zunächst als Download im Music Club von Bowers & Wilkins, 2010 auch als CD bei C.A.R.E. Music Group. Das Progressive-Rock-Album war das Ergebnis eines langen und komplexen Schreibprozesses, der zahlreiche überlagerte Instrumentalspuren und Effekte sowie nicht standardisierte Gitarrenstimmungen beinhaltete. Rhodes entwickelte die Songs über mehrere Jahre hinweg, bevor er sie aufnahm. In den folgenden Jahren unternahm er mit dem Bassisten Charlie Jones und dem Schlagzeuger Ged Lynch gelegentliche kurze Tourneen zur Unterstützung von Bittersweet.
David Rhodes beteiligte sich 1993 mit dem Lied Down by the River an dem von Peter Gabriel initiierten Kompilations-Album Plus from Us, bei dem sich einige an dem Gabriel-Album Us von 1992 beteiligte Musiker mit eigenen Arbeiten vorstellen konnten.
2013 kam ein weiteres Album heraus, das diesmal von Ged Lynch (Drums), Charlie Jones (Bass) und David Rhodes selbst als Trio eingespielt und veröffentlicht wurde. Sie nannten sich zuerst Rhodes und so heißt auch das Album. Danach benannten sie sich in The David Rhodes Band um. Die Aufnahmen von Rhodes wurden per Crowdfunding über die Webseite PledgeMusic finanziert. Das Trio probte im Aufnahmestudio und nahm dann in fünf Tagen die Instrumentalspuren auf. Nachdem die Gesangsspuren und andere Produktionsarbeiten abgeschlossen waren, wurde Rhodes veröffentlicht. Rhodes kehrte auf die Straße zurück und trat zur Unterstützung des neuen Albums mit Lynch und Welch-Bassist Gaz Williams auf.
2013 wurde er von Kate Bush gebeten, in der Band für ihre Serie von Live-Shows im Hammersmith Apollo im Londoner Stadtteil Hammersmith als Gitarrist mitzuwirken, die ein Jahr später stattfinden sollten. Die Live-Shows wurden aufgezeichnet und im 2016 als Livealbum Before The Dawn veröffentlicht.